# Yōmei
Yōmei (用明天皇?, Yōmei-tennō, che regnò col nome Tachibana no Toyohi no Mikoto (橘豊日尊); 518 – distretto di Shiki, 587) è stato il 31º imperatore del Giappone secondo il tradizionale ordine di successione.
Gli eventi e le date che lo riguardano sono riportate negli Annali del Giappone (日本紀?, Nihongi o Nihonshoki) e nelle Cronache degli antichi eventi (古事記?, Kojiki), testi che furono compilati all'inizio dell'VIII secolo.

## Biografia
Era figlio dell'imperatore Kinmei e della sua quarta consorte, Soga no Kitashi Hime, figlia del potente "grande ministro" (臣?, Ōomi) Soga no Iname. Secondo gli annali giapponesi Nihongi, il suo nome era Tachibana no Toyohi no Mikoto (橘豊日尊). Fu nominato principe ereditario, letteralmente "principe della corona" (大兄皇子?, Ōe no Miko) e venne chiamato anche principe Ikebe (池辺皇子?, Ikebe no Miko), dal nome del palazzo in cui viveva.
Salì al trono all'età di 67 anni, il suo regno ebbe inizio nel 585 e durò pochi anni, terminando nel 587, anno della sua morte. Fu il successore del fratellastro, l'imperatore Bidatsu.
A Yōmei fu attribuito molto tempo dopo la morte l'attuale titolo imperiale di "sovrano celeste" (天皇?, tennō), che secondo buona parte della storiografia fu introdotto per il regno dell'imperatore Tenmu. Il suo titolo fu "grande re che governa tutto quanto sta sotto il cielo" (治天下大王?, Sumeramikoto o Amenoshita Shiroshimesu Ōkimi), oppure anche "grande re di Yamato" (ヤマト大王/大君).
I clan dell'antica provincia di Yamato, che corrisponde all'attuale prefettura di Nara, costituirono il regno che, nel periodo Kofun (250-538), si espanse conquistando buona parte dei territori delle isole di Honshū, Kyūshū e Shikoku. A seguito di tali conquiste, ai sovrani di Yamato fu riconosciuto il titolo di "grande re" (大王?, Ōkimi) di Yamato. Fu solo a partire dal VII secolo che il "grande regno" venne chiamato impero, ed il titolo di imperatore fu esteso a tutti i sovrani precedenti della dinastia.
Quando salì al trono, spostò la capitale, secondo la tradizione che vedeva di cattivo auspicio per un imperatore giapponese risiedere nello stesso palazzo del defunto predecessore, da Sakurai al vicino distretto di Shiki, dove fece costruire il palazzo imperiale Iwareikebe no Namitsuki. Tali località sono nel raggio di una decina di chilometri dalla capitale 'classica' di quel periodo, Asuka-kyō, nell'antica provincia di Yamato, che corrisponde all'odierna prefettura di Nara.
Il suo regno fu caratterizzato, come quelli immediatamente precedenti e successivi, dalle lotte per il potere tra il clan Soga, i cui capi detenevano il titolo di "grande ministro" (臣?, Ōomi), ed il clan Mononobe, che monopolizzava il comando dell'esercito. Tali lotte avevano anche una matrice religiosa, con i Soga che tentavano di diffondere a corte il buddhismo, avversati dai Mononobe, che si battevano in nome dello shintoismo assieme al clan Nakatomi, i cui membri erano i maestri cerimonieri dei sacri riti shintoisti di corte.
Particolare importanza nella storia del paese avrebbe avuto il grande statista Soga no Umako, del clan Soga, che fu il "grande ministro" (臣?, Ōomi) di Yōmei. Entrambi ferventi buddhisti, sia Yōmei sia Umako furono osteggiati da Mononobe no Moriya, acceso sostenitore della tradizione shinto e capo-clan dei Mononobe.
Yōmei ebbe tre consorti che gli diedero in totale 6 figli e una figlia. Dalla prima moglie e sorellastra Anahobe no Hashihito, imparentata con i Soga, ebbe il primogenito Umayado, conosciuto anche come principe Shōtoku, divenuto famoso in seguito per le grandi innovazioni che promosse come reggente dell'imperatrice Suiko, sorellastra di Yōmei. Anche per via della brevità del suo regno, Yōmei non segnò il paese con radicali cambiamenti. Il breve periodo in cui fu sovrano fu caratterizzato soprattutto dagli intrighi di corte che videro da una parte il fratellastro Anahobe, supportato da Mononobe no Moriya, e dall'altra Soga no Umako, che proteggeva la futura imperatrice Suiko dalle insidie di Anahobe.
Alla morte di Yōmei, avvenuta nel quarto mese del 587, si scatenò un conflitto per la successione. I Mononobe ed i Nakatomi tentarono di favorire l'ascesa al trono del principe Anahobe, mentre Soga no Umako si oppose al progetto dei rivali e sostenne la candidatura del principe Hatsusebe, fratello di Anahobe.

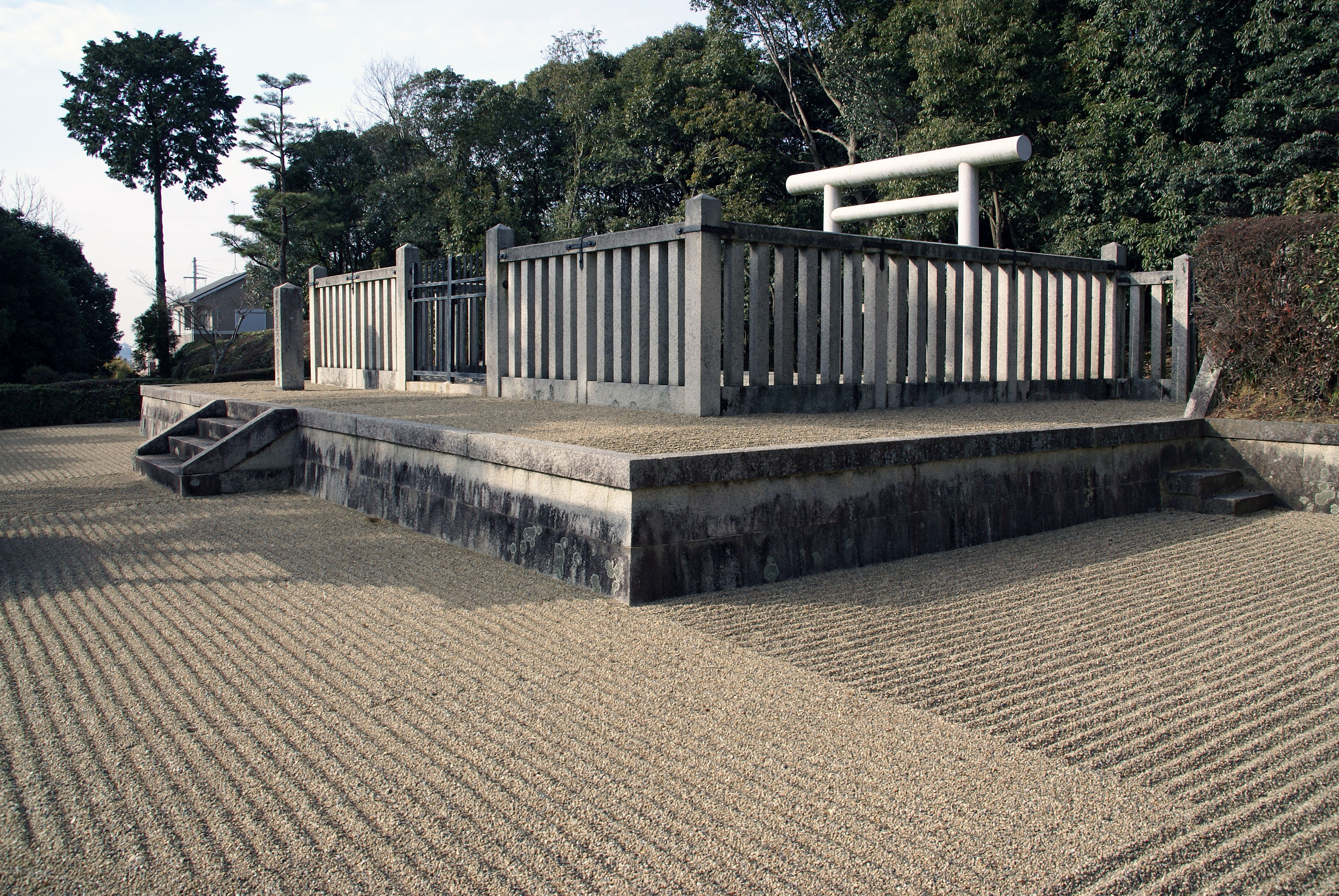
Il mausoleo shinto di Kawachi no Shinaga no hara no misasagi, sepolcro di Yōmei, situato nella prefettura di Osaka

La contrapposizione fu radicale e si risolse con la battaglia di Shigisan, che si svolse lungo il fiume Ekagawa, nella provincia di Kawachi, l'odierna parte sud-orientale della prefettura di Osaka. Lo scontro vide il trionfo dell'armata Soga e la distruzione del clan Mononobe. Moriya trovò la morte assieme al principe Anahobe ed al capo-clan dei Nakatomi.
L'evento ebbe come conseguenza l'ascesa al trono del crisantemo di Hatsusebe, che sarebbe diventato l'imperatore Sushun, e l'inizio dell'incontrastato dominio della scena politica da parte di Soga no Umako, che fu determinante nell'adozione del buddhismo quale religione ufficiale di corte.
Dopo la battaglia, le spoglie dell'imperatore Yōmei, che dopo la morte erano rimaste tre mesi in una bara, furono sepolte e, secondo i Nihongi, sono custodite nel mausoleo Kawachi no Shinaga no hara no misasagi a lui dedicato, che si trova a Kanan, nel distretto di Minamikawachi della prefettura di Osaka.

## Discendenza
- Principessa Anahobe no Hashihito (穴穂部間人皇女?, Anahobe no Hashihito no Himemiko), il cui nonno era Soga no Iname, divenne l'imperatrice consorte nel 586 e gli diede quattro figli:
  - Principe Shotoku, che sarebbe divenuto il reggente dell'imperatrice Suiko e primo grande diffusore del buddhismo nel paese
  - Principe Kume
  - Principe Yeguri
  - Principe Mamuta.
- Principessa Ishikina, un'altra figlia di Soga no Iname, divenne la sua seconda consorte e gli diede un figlio:
  - Principe Tame (o Toyora).
- Principessa Hiroko, divenne la sua terza consorte e gli diede due figli:
  - Principe Maroko
  - Principessa Nukade Hime.